# یوسف گیتوود
یوسف گیتوود (به انگلیسی: Yusuf Gatewood) یک بازیگر آمریکایی است که در حال حاضر ساکن لس آنجلس، کالیفرنیا می‌باشد. او بیشتر برای ایفای نقش وینسنت گریفیت در سریال اصیل‌ها شناخته شده‌است.

## فیلم‌ها
- مترجم ۲۰۰۵ در نقش داگ
- سی‌اس‌آی ۲۰۰۶ (اپیزود Built to Kill: Part 1) در نقش دی جی
- سی‌اس‌آی: میامی ۲۰۰۷ (اپیزود Bang, Bang, Your Debt) در نقش گری هاواردریک
- اصیل‌ها ۲۰۱۴–۲۰۱۸ (شخصیت اصلی) در نقش وینسنت گریفیت/فین مایکلسون
- آرایشگاه: اصلاح بعدی ۲۰۱۶ در نقش دریک
- فال نیک ۲۰۱۹ در نقش فامین